# اودسا (فلوریدا)
اودسا (به انگلیسی: Odessa) یک منطقهٔ مسکونی در ایالات متحده آمریکا است که در شهرستان پاسکو، فلوریدا واقع شده‌است. اودسا ۱۴٫۶ کیلومتر مربع مساحت و ۳٬۱۷۳ نفر جمعیت دارد و ۱۷ متر بالاتر از سطح دریا قرار دارد.